# سوماترای جنوبی
سوماترای جنوبی (اندونزیایی: Sumatera Selatan) یکی از استان‌های اندونزی است.

## جغرافیا
این استان در جزیرهٔ سوماترا واقع شده و از سمت شمال به استان جامبی، از سمت جنوب به استان لامپونگ و از سمت غرب به استان بنگکولو محدود شده‌است.
جزایر بانگکا و بلیتونگ در بخش شرقی سوماترای جنوبی واقع شده‌اند. این مناطق در سال ۲۰۰۰ از این استان مستقل شده و استان جدید جزایر بانگکا-بلیتونگ را تشکیل دادند.
پایتخت آن، شهر پالم‌بانگ است.

## جمعیت و مردم
مالایی‌ها با ۳۱ درصد، جاوه‌ای‌ها با ۲۷ درصد، کومرینگ‌ها با ۶ درصد، موسی بانیوآسین‌ها با ۳ درصد، سوندایی‌ها با ۲ درصد، از جملهٔ گروه‌های قومی ساکن در سوماترای جنوبی به‌شمار می‌روند.
زبان رایج در این استان، زبان اندونزیایی بوده

## مذهب
مسلمانان ۹۶ درصد، بودایی‌ها ۱٫۸ درصد و مسیحیان ۱٫۷ درصد از ساکنان سوماترای جنوبی را شامل می‌شوند.

## تقسیمات
سوماترای جنوبی به ۱۰ منطقه و ۴ شهر تقسیم شده‌است:

### مناطق
- اوگان ایلیر (Indralaya).
- اوگان کومرینگ اولو (Baturaja).
- اوگان کومرینگ اولوی جنوبی (Muaradua).
- اوگان کومرینگ اولوی شرقی (Martapura).
- اوگان کومرینگ ایلیر (Kayuagung).
- بانیوآسین (Pangkalan Balai).
- لاهات (Lahat).
- موآرا انیم (Muara Enim).
- موسی بانیوآسین (Sekayu).
- موسی راواس (Muara Beliti Baru).

### شهرها
- پاگر آلام.
- پالم‌بانگ.
- پرابومولیح.
- لوبوکلینگگائو.